# 유즈
유즈(일본어: ゆず)는 일본의 요코하마시 이소고구 출신인 남자 듀오이다.

## 개략
요코하마시 나카구 이세자키 정에서 노상 연주를 하면서 인지도를 얻었다. 그리고 1998년 6월 3일 싱글 "夏色"(여름색)로 데뷔했다. 대표곡은 "いつか"(언젠가), "飛べない鳥"(날지 못하는 새), "桜木町"(사쿠라기 정), "栄光の架橋"(영광의 다리) 등이다. "栄光の架橋"는 2004년 하계 올림픽 NHK 공식 테마송으로 뽑히기도 했다. 그룹 이름은 일본어로 유자(柚子)를 의미한다. 프로듀서는 데라오카 요히토(寺岡 呼人)이다.
일본에서는 유즈의 노래를 노상 연주하는 젊은이가 많으며, 이세자키 정에는 유즈의 기념비가 있다.

## 구성원
- 키타가와 유진(北川 悠仁, 1977년 1월 14일 - ) - 리더
- 이와사와 코우지(岩沢 厚治, 1976년 10월 14일 - )

## 디스코그래피

### 싱글
| 순서 | 타이틀                        | 의미                            | 발매일           |
| ---- | ----------------------------- | ------------------------------- | ---------------- |
| 01.  | 夏色                          | 여름색                          | 1998년 6월 3일   |
| 02.  | 少年                          | 소년                            | 1998년 9월 18일  |
| 03.  | からっぽ                      | 공허함                          | 1998년 11월 11일 |
| 04.  | いつか                        | 언젠가                          | 1999년 1월 20일  |
| 05.  | サヨナラバス                  | 사요나라 버스                   | 1999년 3월 17일  |
| 06.  | センチメンタル                | 센티멘탈                        | 1999년 8월 18일  |
| 07.  | 友達の唄                      | 친구의 노래                     | 1999년 9월 29일  |
| 08.  | 心のままに / くず星           | 마음대로 / 쓰레기별             | 1999년 10월 25일 |
| 09.  | 鳴呼、青春の日々              | 아 청춘의 날들                  | 2000년 5월 31일  |
| 10.  | 飛べない鳥                    | 날지 못하는 새                  | 2000년 10월 18일 |
| 11.  | 3カウント                     | 3카운트                         | 2001년 5월 23일  |
| 12.  | アゲイン2                     | 어게인 2                        | 2002년 2월 13일  |
| 13.  | 恋の歌謡日                    | 사랑의 가요 날                  | 2002년 2월 20일  |
| 14.  | またあえる日まで              | 다시 만날 그 날까지             | 2002년 10월 17일 |
| 15.  | 青                            | 파랑                            | 2003년 2월 5일   |
| 16.  | 呼吸                          | 호흡                            | 2003년 2월 12일  |
| 17.  | 3番線/水平線                  | 3호선/수평선                    | 2003년 2월 19일  |
| 18.  | スミレ                        | 제비꽃                          | 2003년 2월 26일  |
| 19.  | 歩行者優先 / 濃               | 보행자 우선 / 짙음              | 2003년 10월 22일 |
| 20.  | 桜木町/シュミのハバ/夢の地図  | 사쿠라기 정/취미의 폭/꿈의 지도 | 2004년 6월 2일   |
| 21.  | 栄光の架橋                    | 영광의 가교                     | 2004년 7월 22일  |
| 22.  | 超特急 / 陽はまた昇る         | 초특급 / 해는 다시 뜬다         | 2005년 11월 9일  |
| 23.  | 春風                          | 봄바람                          | 2007년 3월 7일   |
| 24.  | ストーリー                    | 스토리                          | 2008년 2월 6일   |
| 25.  | Yesterday and Tomorrow        |                                 | 2008년 6월 25일  |
| 26.  | シシカバブー                  | 시시케밥                        | 2008년 11월 5일  |
| 27.  | 逢いたい                      | 만나고 싶어                     | 2009년 4월 22일  |
| 28.  | いちご                        | 딸기                            | 2009년 7월 29일  |
| 29.  | 虹                            | 무지개                          | 2009년 9월 2일   |
| 30.  | 桜会/マイライフ               | 벚꽃 만남/마이 라이프           | 2010년 2월 3일   |
| 31.  | 慈愛への旅路                  | 자애의 여행                     | 2010년 8월 25일  |
| 32.  | from                          |                                 | 2010년 12월 1일  |
| 33.  | Hey和                         | 평화(헤이와)                    | 2011년 1월 19일  |
| 34.  | 翔                            | 날개                            | 2011년 11월 30일 |
| 35.  | with you                      |                                 | 2012년 5월 23일  |
| 36.  | また明日                      | 내일 또 봐                      | 2012년 8월 8일   |
| 37.  | REASON                        |                                 | 2013년 1월 9일   |
| 38.  | 友～旅立ちの時～              | 친구~여행의 시간                | 2013년 9월 18일  |
| 39.  | 雨のち晴レルヤ/守ってあげたい | 비온 뒤 맑음/지켜주고 싶어      | 2013년 11월 13일 |
| 40.  | 表裏一体                      | 표리일체                        | 2013년 12월 25일 |
| 41.  | ヒカレ                        |                                 | 2014년 2월 12일  |
| 42.  | OLA!!/ポケット                |                                 | 2015년 4월 15일  |
| 43.  | 終わらない歌                  | 끝나지 않는 노래                | 2015년 8월 12일  |

### 앨범

#### 정규 음반
| 순서 | 타이틀          | 의미                | 발매일           |
| ---- | --------------- | ------------------- | ---------------- |
| 01.  | ゆず一家        | 유즈 일가           | 1998년 7월 23일  |
| 02.  | ゆずえん        | 유자밭              | 1999년 10월 14일 |
| 03.  | トビラ          | 문                  | 2000년 11월 1일  |
| 04.  | ユズモア        | 유즈 모어           | 2002년 3월 6일   |
| 05.  | すみれ          | 제비꽃              | 2003년 3월 19일  |
| 06.  | 1 ~ONE~         |                     | 2004년 9월 15일  |
| 07.  | リボン          | 리본                | 2006년 1월 18일  |
| 08.  | WONDERFUL WORLD |                     | 2008년 4월 16일  |
| 09.  | FURUSATO        | 고향 (ふるさと)     | 2009년 10월 7일  |
| 10.  | 2-NI-           |                     | 2011년 2월 16일  |
| 11.  | LAND            |                     | 2013년 5월 1일   |
| 12.  | 新世界          | 신세계 (しんせかい) | 2014년 2월 19일  |

#### 베스트 앨범
| 순서 | 타이틀               | 발매일          |
| ---- | -------------------- | --------------- |
| 01.  | Home [1997-2000]     | 2005년 6월 8일  |
| 01.  | Going [2001-2005]    | 2005년 6월 8일  |
| 02.  | ゆずのね [1997-2007] | 2007년 10월 3일 |
| 03.  | YUZU YOU [2006-2011] | 2012년 4월 25일 |

#### 한정 생산 앨범
| 순서 | 타이틀                                  | 의미                               | 발매일          |
| ---- | --------------------------------------- | ---------------------------------- | --------------- |
| 01.  | 歌時記 ~サクラサクサク篇~               | 가시기 ~벚꽃 피다 편~              | 1999년 6월 23일 |
| 02.  | ゆずマンの夏                            | 유즈맨의 여름                      | 2000년 7월 12일 |
| 03.  | 歌時記 ~ふたりのビッグ(エッグ)ショー篇~ | 가시기 ~두 사람의 빅 (에그) 쇼 편~ | 2001년 7월 18일 |
| 04.  | ゆずスマイル                            | 유즈 스마일                        | 2003년 7월 30일 |

#### 미니 앨범
| 순서 | 타이틀   | 의미        | 발매일                    |
| ---- | -------- | ----------- | ------------------------- |
| 01.  | ゆずの素 | 유즈의 근본 | 1997년 10월 25일 (인디즈) |
| 02.  | ゆずマン | 유즈맨      | 1998년 2월 21일           |

## 같이 보기
데뷔하기 전 노상 연주로 유명해진 일본의 듀오
- 우타이비토하네
- 고부쿠로
- WaT